# イブラヒム・アマドゥ
イブラヒマ・アマドゥ（Ibrahim Amadou、1993年4月6日 - ）は、カメルーン・ドゥアラ出身のサッカー選手。中国サッカー・超級リーグ・上海申花足球倶楽部所属。ポジションはMF、DF。

## 経歴

### クラブ
2015年7月16日、リールに200万ユーロで移籍した。リールでは主将も務め、2017-18シーズンのRCストラスブール戦ではGKも務めた。
2018年7月2日、セビージャFCに4年契約で移籍。
2019年8月7月、ノリッジ・シティFCに買い取りオプション付きのレンタル移籍で加入。
2020年1月31日、CDレガネスへレンタル移籍。
2022年1月13日、フランスのFCメスとシーズン終了までの短期契約を交わした。契約には2シーズンの延長可能条項を含まれる。
2023年3月30日、上海申花足球倶楽部に移籍した。

### 代表
2016年12月20日、カメルーン代表にジョエル・マティプらと共に召集を受けたが、出場を拒否した。